# یونس اتومبیل
یونس اتومبیل (انگلیسی: Eunos) شرکت خودروسازی ژاپنی است، که در سال ۱۹۸۹ تأسیس شد.